# YouOS
YouOSは、WebShakaにより開発されたウェブデスクトップである。Webブラウザ、ファイルマネージャ、リッチテキストエディタ、RSSリーダなど数多くのソフトウェアが用意されている。処理されたデータは、すべてYouOSのサーバ上に保存される。開発者が2006年11月からそれを積極的に開発しなかったので、YouOSは2008年7月30日に閉鎖された。